# 西原村立山西小学校
西原村立山西小学校（にしはらそんりつ やまにししょうがっこう）は、熊本県阿蘇郡西原村小森にある公立小学校。

## 沿革
- 1874年（明治7年） - 島子小学校、小森小学校創立。
- 1875年（明治8年） - 宮山小学校創立。
- 1892年（明治25年）5月23日 - 島子尋常小学校、小森尋常小学校、宮山尋常小学校と改称。
- 1901年（明治34年）3月4日 - 合併し山西尋常小学校となる。島子分教場、宮山分教場設置。
- 1910年（昭和34年）11月22日 - 山西尋常小学校と島子分教場が合併し山西尋常高等小学校と改称。
- 1927年（昭和2年） - 宮山分教場廃止。
- 1941年（昭和16年） - 国民学校令により熊本県山西国民学校と改称。
- 1947年（昭和22年） - 学制改革により阿蘇郡山西村立山西小学校と改称。
- 1960年（昭和35年） - 河原村との町村合併に伴い西原村立山西小学校と改称。

## 通学区域
- 大字小森区　大字鳥子区　大字布田区　大字宮山区の一部（日向、多々良を除く）[1]

## 進学先中学校
- 西原村立西原中学校

## 著名な出身者
- 園田隼（元陸上競技選手）
- 渡邉陸（プロ野球選手）